# Richard al III-lea de Capua
Richard al III-lea (d. 10 iunie 1120), membru al familiei normande Drengot, a fost pentru scurtă vreme conte de Aversa și principe de Capua
Richard a fost numit principe la 27 mai 1120, fiind unicul fiu și moștenitor al lui Robert I de Capua. El era minor atunci când tatăl său a murit, drept pentru care a fost pus sub regența unchiului său, Iordan. Richard a murit la numai câteva zile și, cu toate că niciunul dintre cronicarii contemporani nu îl învinovățește pe Iordan, unii istorici moderni nu au îndoieli că acesta din urmă ar fi fost implicat. Iordan a reușit ca, lipsit de oponenți, să ajungă la puterea tot mai redusului principat de Capua.